# Gustave Perret
Pour les articles homonymes, voir Perret.
Gustave Perret est un architecte français né à Laeken le 14 mars 1876 et mort à Paris 12e le 30 mai 1952.
Il est le frère d'Auguste Perret et de Claude Perret ; les deux frères (Auguste et Gustave) ont fait leur carrière au sein de la même agence, derrière la figure tutélaire d'Auguste, l'aîné d'entre eux.

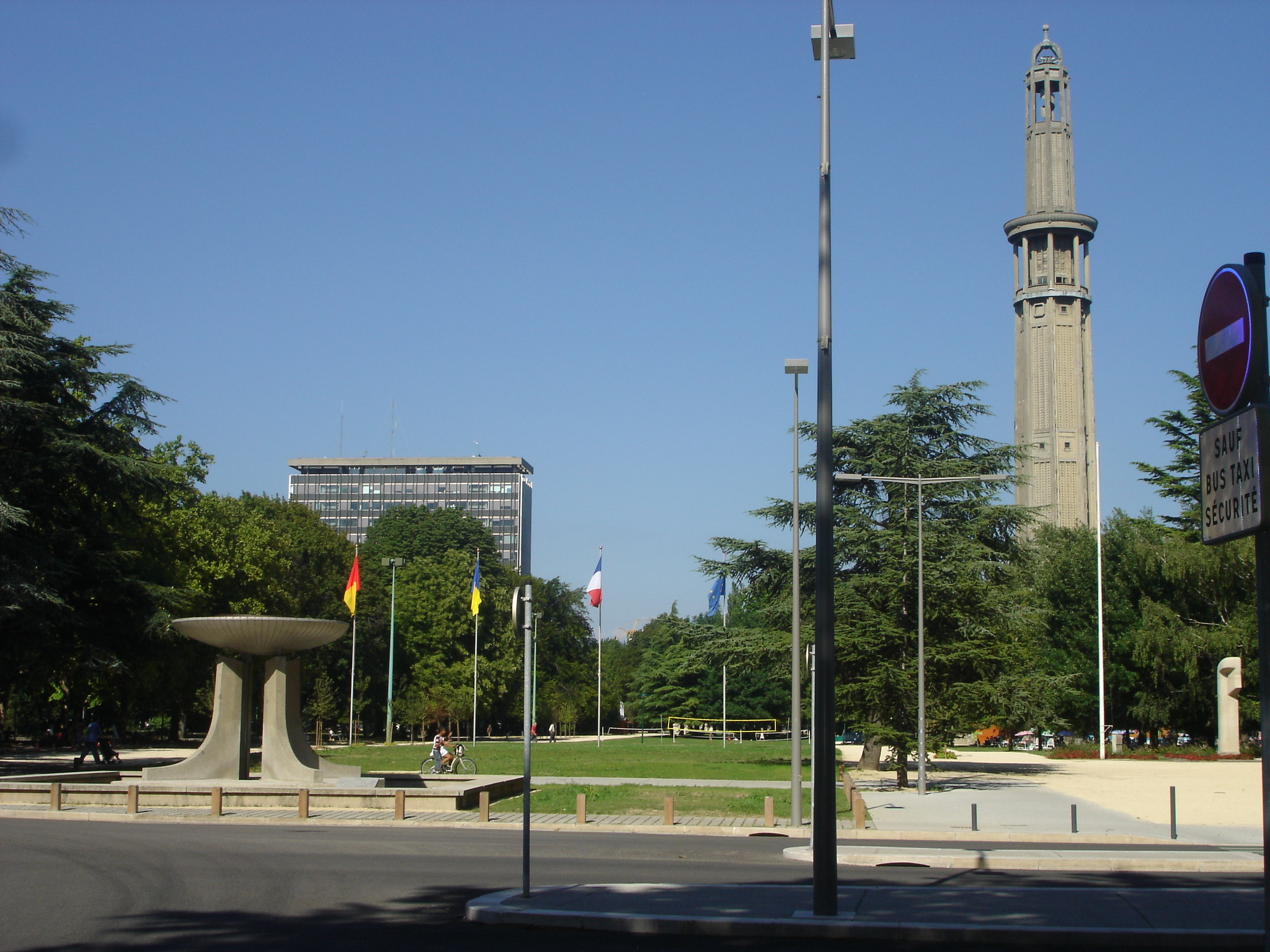
La tour Perret édifiée en 1924 dans le parc Paul-Mistral à Grenoble, est la première tour en béton armé construite au monde. Haute de 95 mètres, elle a été construite par les frères Auguste et Gustave Perret à l'occasion de l'exposition internationale de la houille blanche, qui eut lieu du 21 mai au 25 octobre 1925.

‌